# Forte di Monte Burotto
Il forte di Monte Burotto o Burot è stato un edificio difensivo posto a salvaguardia del cosiddetto "sbarramento di Altare" presso il Colle di Cadibona, in provincia di Savona. È collocato sul monte Burot, a 745  m s.l.m..

## Il monte Burot
Il monte Burot è un rilievo alto 746 m, il primo della catena alpina che si incontra ad ovest della Bocchetta di Altare. Il monte è collocato lungo lo spartiacque alpino e si trova nella parte più centrale del territorio comunale di Altare, esattamente al centro tra l'insediamento urbano moderno e la batteria del monte Baraccone, quest'ultimo posizionato più a sud. Il forte, raggiungibile attraverso un sentiero e vari bivi, occupa parte della cima del monte omonimo (745 m s.l.m.), e si trova a poca distanza da alcuni ripetitori televisivi. È collegato al monte Baraccone da uno sterrato militare e nei pressi della cima passa l'Alta Via dei Monti Liguri.

## Storia
L'intero complesso dello sbarramento altarese, ubicato lungo la strada statale 29 del Colle di Cadibona, fu voluto dal Regio Esercito per la difesa del Basso Piemonte e della catena appenninica ligure da eventuali attacchi terrestri; complessivamente il sito fu edificato in un periodo compreso tra il 1885 e il 1890.
Il forte sul monte Burotto, a sud dell'odierno abitato altarese, faceva parte di quel sistema difensivo comprensivo della "Piazzaforte di Altare" (con i forti Tagliata di Altare, Tecci e Cascinotto) e della batteria d'appoggio sul monte Baraccone.

## Descrizione del forte

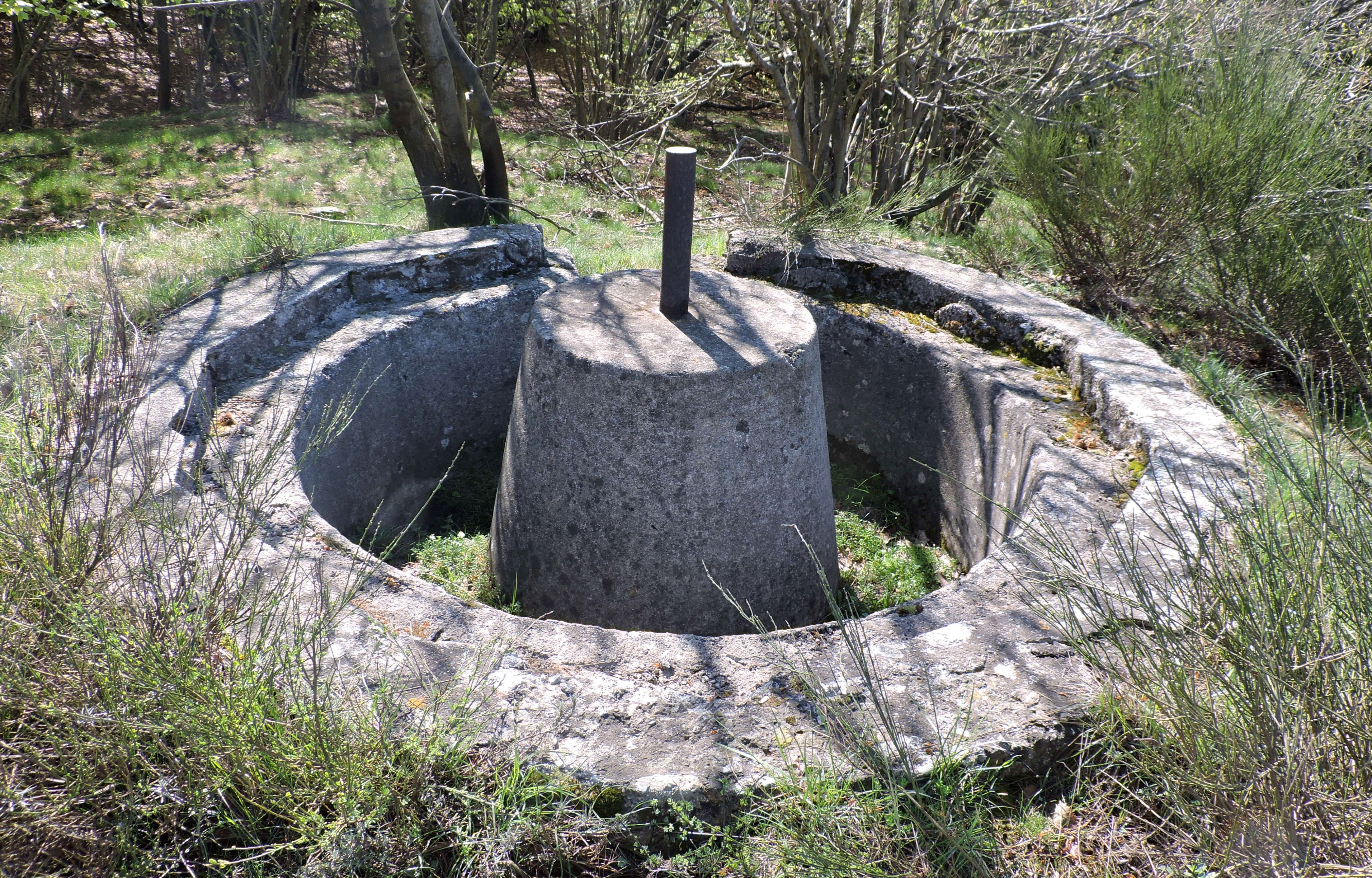
Una vecchia piazzola di artiglieria

La struttura della postazione difensiva si presenta a pianta poligonale e circondata interamente da un fossato, quest'ultimo ulteriormente protetto e difeso da due caponiere; le stesse sono raggiungibili dall'interno del forte tramite gallerie. A livello del fossato si trovava la caserma, mentre nella zona superiore era ospitata l'artiglieria che era composta da quattro cannoni 12 GRC Ret e da altri quattro cannoni da 15 GRC Ret collocati su piazzole esterne.
Il forte risulta in stato di abbandono, oramai invaso dalla vegetazione infestante.
Nei pressi del forte è collocata una alta antenna per radiotrasmissioni.